# Superliga (Türkei)
Die Türkische Eishockey-Superliga (türkisch: Türkiye Buz Hokeyi Süper Ligi, kurz TBHSL) ist die höchste türkische Eishockeyliga, in der seit 1993 der türkische Landesmeister ausgespielt wird. Organisiert wird die Liga vom türkischen Eishockeyverband TBHF, der ein Mitglied der Internationalen Eishockey-Föderation IIHF ist.

## Geschichte
Die Türkische Superliga wurde im Jahr 1993 gegründet. Die erste Meisterschaft gewann der Büyükşehir Belediyesi Ankara Spor Kulübü, der mit sieben Titeln auch Rekordmeister vor Polis Akademisi ve Koleji mit fünf gewonnenen Titeln ist. In der Saison 2008/09 spielen acht Mannschaften in die Superliga, von denen sechs aus der Hauptstadt Ankara und je eine aus Istanbul und İzmit kamen. In der Saison 2007/08 stieg Istanbul TED Koleji ab und mit Zweitligameister ABBA Spor Kulübü ein weiteres Team aus Ankara auf. Meister wurde zum fünften Mal Polis Akademisi ve Koleji, das sich im Finale gegen Kocaeli Büyükşehir Belediyesi Kağıt Spor Kulübü durchsetzte.

## Modus
Eine Spielzeit in der Türkischen Eishockey Superliga dauert in der Regel von Dezember bis März. In der regulären Saison spielen die acht Mannschaften in Hin- und Rückspiel gegeneinander, so dass jedes Team 14 Spiele bestreitet. Der Letzte der regulären Saison steigt in die zweite Liga ab und der Zweitligameister in die Superliga auf. Die ersten vier Mannschaften qualifizieren sich für die Playoffs. Die Playoffs werden im Best-of-Three-Modus ausgespielt. Die am Ende der regulären Saison besser platzierte Mannschaft hat dabei jeweils zuerst Heimrecht.

## Bisherige Titelträger
- 1993: Büyükşehir Belediyesi Ankara SK
- 1994: Büyükşehir Belediyesi Ankara SK
- 1995: Büyükşehir Belediyesi Ankara SK
- 1996: Kavaklıdere Belediyesi
- 1997: Büyükşehir Belediyesi Ankara SK
- 1998: İstanbul Paten SK
- 1999: Gümüş Patenler SK
- 2000: Büyükşehir Belediyesi Ankara SK
- 2001: Polis Akademisi ve Koleji
- 2002: Büyükşehir Belediyesi Ankara SK
- 2003: Büyükşehir Belediyesi Ankara SK
- 2004: Polis Akademisi ve Koleji
- 2005: Polis Akademisi ve Koleji
- 2006: Polis Akademisi ve Koleji
- 2007: Kocaeli Büyükşehir Belediyesi Kağıt SK
- 2008: Polis Akademisi ve Koleji
- 2009: Polis Akademisi ve Koleji
- 2010: Ankara Üniversitesi SK
- 2011: Başkent Yıldızları SK
- 2012: Başkent Yıldızları SK
- 2013: Başkent Yıldızları SK
- 2014: İzmir Büyükşehir Belediyesi SK
- 2015: Zeytinburnu Belediyesi SK
- 2016: Zeytinburnu Belediyesi SK
- 2017: Zeytinburnu Belediyesi SK
- 2018: Zeytinburnu Belediyesi SK
- 2019: Zeytinburnu Belediyesi SK
- 2020: Meisterschaft abgebrochen
- 2021: Buz Beykoz SK
- 2022:  Buz Adamlar GSK
- 2023: Buz Adamlar GSK